# 第6航空団
第6航空団（だい6こうくうだん、英称：6th Air Wing）とは航空総隊隷下の中部航空方面隊に属している航空団のひとつである。司令部は小松基地（石川県小松市）に所在しており、主に北陸〜中国東部地域の領空に接近・侵入してくる国籍不明機に対しての対領空侵犯措置を担当している。

## 沿革
- 1961年（昭和36年）
  - 2月1日 - 小松基地において「臨時小松派遣隊」が編成。
  - 5月16日 - 千歳基地の第2航空団第4飛行隊（F-86F）が小松基地に移駐し、これを隷下に編入。
  - 6月11日 - 松島基地の第4航空団第8飛行隊（F-86F）が小松基地に移駐し、これを隷下に編入。
  - 7月15日 - 臨時小松派遣隊が「第6航空団」に改編。
- 1964年（昭和39年）12月1日 - 第8飛行隊（F-86F）が岩国基地に移駐し、第82航空隊の隷下に編入。
- 1965年（昭和40年）3月31日 - 第205飛行隊（F-104J）を新編。
- 1975年（昭和50年）6月30日 - 第4飛行隊（F-86F）が廃止。
- 1976年（昭和51年）10月26日 - 第303飛行隊（F-4EJ）を新編。
- 1981年（昭和56年）6月30日 - 第205飛行隊（F-104J）が廃止。第306飛行隊（F-4EJ）を新編。
- 1987年（昭和62年）12月1日 - 第303飛行隊が機種更新（F-4EJからF-15Jへ）。
- 1997年（平成09年）3月18日 - 第306飛行隊が機種更新（F-4EJからF-15Jへ）。
- 2004年（平成16年）3月29日 - 第6基地防空隊を新編。
- 2007年（平成19年）9月12日 - F-15J近代化形態I型量産改修機受領[1]。
- 2016年（平成28年）6月10日 - 小松基地へ飛行教導群が移動したことに伴い、整備補給群が同群の航空機整備を担当する。
- 2024年（令和06年）3月21日 - 整備補給群検査隊を整備隊に、基地業務群通信隊をサイバー運用隊に改編。
- 2025年（令和07年）4月1日 - 第303飛行隊にF-35Aが配備[2][3]。なお、小松基地に新型戦闘機が配備されるのは、38年ぶり[3]。これにともない、整備補給群整備隊が第1整備隊・第2整備隊に改編[4]。

## 部隊編成
- 第6航空団司令部
  - 監理部
  - 人事部
  - 防衛部
  - 装備部
  - 安全班
  - 衛生班
  - 副官
- 飛行群
  - 第303飛行隊：F-15J/DJ・F-35A・T-4
  - 第306飛行隊：F-15J/DJ・T-4
- 整備補給群（飛行教導群の機材の整備も行う。）
  - 第1整備隊（F-35A担当）
  - 第2整備隊（F-15J/DJ・T4担当）
  - 検査隊
  - 装備隊
  - 修理隊
  - 車両器材隊
  - 補給隊
- 基地業務群
  - 第6基地防空隊：81式短距離地対空誘導弾
  - 飛行場勤務隊
  - 施設隊
  - サイバー運用隊
  - 管理隊
  - 業務隊
  - 会計隊
  - 衛生隊

## 主要幹部
| 官職名                        | 階級    | 氏名     | 補職発令日     | 前職                                                    |
| ----------------------------- | ------- | -------- | -------------- | ------------------------------------------------------- |
| 第6航空団司令 兼 小松基地司令 | 空将補  | 野村信一 | 2025年08月01日 | 航空幕僚監部運用支援・情報部運用支援課長                |
| 副司令                        | 1等空佐 | 今井勝文 | 2023年11月19日 | 航空教育集団司令部教育部計画課長                        |
| 飛行群司令                    | 1等空佐 | 裏辻康二 | 2024年02月12日 | 航空自衛隊幹部学校航空研究センター 事態対処研究室長     |
| 整備補給群司令                | 1等空佐 | 間瀬悟央 | 2025年03月31日 | 防衛装備庁プロジェクト管理部 事業監理官付事業計画調整官 |
| 基地業務群司令                | 1等空佐 | 大塚芳啓 | 2023年10月03日 | 航空幕僚監部総務部総務課総務班長                        |

| 代               | 氏名             | 在職期間                | 出身校・期                 | 前職                                                  | 後職                                                  |
| 臨時小松派遣隊長 | 臨時小松派遣隊長 | 臨時小松派遣隊長        | 臨時小松派遣隊長           | 臨時小松派遣隊長                                      | 臨時小松派遣隊長                                      |
| ---------------- | ---------------- | ----------------------- | -------------------------- | ----------------------------------------------------- | ----------------------------------------------------- |
| -                | 園山善吉         | 1961.2.1 - 1961.7.14    | 海兵60期                   | 飛行教育集団司令部教育部長                            | 第6航空団司令                                         |
| 第6航空団司令    |                  |                         |                            |                                                       |                                                       |
| 01               | 園山善吉         | 1961.7.15 - 1963.7.31   | 海兵60期                   | 臨時小松派遣隊長 →1963.1.1 空将補昇任                 | 第1航空団司令 兼 浜松北基地司令                       |
| 02               | 高橋正次         | 1963.8.1 - 1965.2.15    | 陸士48期・ 陸大59期        | 航空幕僚監部装備部装備課長 →1963.3.16 航空幕僚監部付  | 航空幕僚監部防衛部付 →1965.2.19 防衛部長              |
| 03               | 黒江保彦         | 1965.2.16 - 1965.12.5   | 陸航士50期                 | 航空幕僚監部防衛部運用課長 →1964.6.1 航空総隊司令部付 | 事故により死去                                        |
| 04               | 川村良吉         | 1965.12.6 - 1967.12.24  | 陸士50期・ 陸大59期        | 航空救難群司令 →1966.7.1 空将補昇任                   | 中部航空方面隊司令部幕僚長                            |
| 05               | 永田良平         | 1967.12.25 - 1969.4.15  | 陸士52期                   | 中部航空方面隊司令部幕僚長 →1968.1.1 空将補昇任       | 航空総隊司令部付 →1969.7.1 中部航空方面隊司令部幕僚長 |
| 06               | 武者成一         | 1969.4.16 - 1971.2.15   | 陸士53期                   | 第1航空団副司令 →1969.7.1 空将補昇任                  | 航空自衛隊第4術科学校長 兼 熊谷基地司令               |
| 07               | 竹田五郎         | 1971.2.16 - 1972.3.15   | 陸航士55期                 | 第6航空団副司令                                       | 航空幕僚監部防衛部長                                  |
| 08               | 小松利光         | 1972.3.16 - 1973.6.30   | 陸士56期                   | 航空幕僚監部防衛部運用課長                            | 中部航空方面隊司令部幕僚長                            |
| 09               | 中島泉二郎       | 1973.7.1 - 1975.2.15    | 陸士57期                   | 航空幕僚監部防衛部運用課長                            | 統合幕僚会議事務局第3幕僚室長                         |
| 10               | 園部昌光         | 1975.2.17 - 1977.3.15   | 陸士57期                   | 航空自衛隊幹部学校教育部長                            | 航空自衛隊幹部学校副校長                              |
| 11               | 川澄貞吉         | 1977.3.16 - 1979.6.30   | 陸士58期                   | 航空総隊司令部防衛部長                                | 航空幕僚監部付 →1980.1.1 退職                         |
| 12               | 船越一郎         | 1979.7.1 - 1981.2.16    | 早稲田大学・ 5期幹候（陸） | 第11飛行教育団司令 兼 静浜基地司令                    | 中部航空方面隊司令部幕僚長                            |
| 13               | 松尾宣夫         | 1981.2.17 - 1982.2.16   | 山口大学・ 1期幹候         | 航空総隊司令部防衛部長                                | 中部航空方面隊司令部幕僚長                            |
| 14               | 武井和幸         | 1982.2.17 - 1984.3.16   | 立教大学・ 3期幹候         | 航空総隊司令部防衛部長                                | 統合幕僚会議事務局第3幕僚室長                         |
| 15               | 松下尚武         | 1984.3.17 - 1985.6.30   | 防大2期                    | 北部航空方面隊司令部防衛部長 →1984.6.6 空将補昇任     | 南西航空混成団司令部幕僚長                            |
| 16               | 杉山蕃           | 1985.7.1 - 1987.7.6     | 防大4期                    | 航空幕僚監部防衛部運用課長                            | 航空総隊司令部防衛部長                                |
| 17               | 検見崎賢         | 1987.7.7 - 1989.3.15    | 防大1期                    | 第4航空団司令 兼 松島基地司令                         | 退職                                                  |
| 18               | 友田 勲          | 1989.3.16 - 1990.3.15   | 防大3期                    | 保安管制気象団副司令                                  | 航空支援集団司令部幕僚長                              |
| 19               | 北川文夫         | 1990.3.16 - 1992.6.15   | 防大8期                    | 航空幕僚監部防衛部運用課長                            | 航空幕僚監部調査部長                                  |
| 20               | 清水正睦         | 1992.6.16 - 1994.6.30   | 防大11期                   | 自衛隊石川地方連絡部長                                | 航空総隊司令部防衛部長                                |
| 21               | 岡田美孝         | 1994.7.1 - 1996.3.24    | 防大13期                   | 航空幕僚監部人事教育部補任課長                        | 航空自衛隊幹部候補生学校副校長                        |
| 22               | 香川清治         | 1996.3.25 - 1998.6.30   | 防大14期                   | 航空幕僚監部防衛部運用課長                            | 統合幕僚会議事務局第3幕僚室長                         |
| 23               | 田母神俊雄       | 1998.7.1 - 1999.12.9    | 防大15期                   | 南西航空混成団司令部幕僚長                            | 航空幕僚監部装備部長                                  |
| 24               | 織田邦男         | 1999.12.10 - 2001.3.26  | 防大18期                   | 航空幕僚監部人事教育部補任課長                        | 航空総隊司令部防衛部長                                |
| 25               | 鬼塚恒久         | 2001.3.27 - 2002.7.31   | 防大15期                   | 第12飛行教育団司令 兼 防府北基地司令                  | 第3航空団司令 兼 三沢基地司令                         |
| 26               | 条 幹雄          | 2002.8.1 - 2004.3.28    | 大阪府立大学・ 58期幹候    | 第1航空団副司令                                       | 退職                                                  |
| 27               | 齊藤治和         | 2004.3.29 - 2005.7.27   | 防大22期                   | 航空幕僚監部人事教育部補任課長                        | 航空救難団司令                                        |
| 28               | 尾形 誠          | 2005.7.28 - 2006.8.3    | 防大23期                   | 航空幕僚監部人事教育部補任課長                        | 航空自衛隊幹部学校副校長                              |
| 29               | 上田益三         | 2006.8.4 - 2007.12.2    | 防大19期                   | 第1輸送航空隊司令 兼 小牧基地司令                     | 第4航空団司令 兼 松島基地司令                         |
| 30               | 石野貢三         | 2007.12.3 - 2009.7.20   | 防大22期                   | 情報本部情報官 兼 統合幕僚監部付                      | 北部航空方面隊副司令官                                |
| 31               | 鶴田眞一         | 2009.7.21 - 2011.8.5    | 防大28期                   | 航空幕僚監部人事教育部補任課長                        | 航空自衛隊第2補給処長 兼 岐阜基地司令                 |
| 32               | 井筒俊司         | 2011.8.5 - 2012.7.25    | 防大30期                   | 航空幕僚監部人事教育部補任課長                        | 南西航空混成団副司令                                  |
| 33               | 山本祐一         | 2012.7.26 - 2014.8.4    | 防大26期                   | 情報本部総務部長                                      | 中部航空警戒管制団司令 兼 入間基地司令                |
| 34               | 南雲憲一郎       | 2014.8.5 - 2016.6.30    | 防大33期                   | 航空幕僚監部人事教育部厚生課長                        | 中部航空方面隊副司令官                                |
| 35               | 亀岡 弘          | 2016.7.1 - 2018.3.26    | 防大35期                   | 航空幕僚監部防衛部防衛課長                            | 防衛監察本部監察官                                    |
| 36               | 門間政仁         | 2018.3.27 - 2020.3.17   | 防大36期                   | 統合幕僚監部運用部運用第1課長                         | 航空幕僚監部防衛部勤務                                |
| 37               | 加治屋秀昭       | 2020.3.18 - 2021.12.21  | 防大32期                   | 第1航空団司令 兼 浜松基地司令                         | 航空戦術教導団司令                                    |
| 38               | 石引大吾         | 2021.12.22 - 2023.12.21 | 防大40期                   | 航空幕僚監部人事教育部 人事教育計画課長               | 北部航空方面隊副司令官                                |
| 39               | 村上博啓         | 2023.12.22 - 2025.7.31  | 防大39期                   | 航空幕僚監部運用支援・情報部 運用支援課長             | 情報本部情報官                                        |
| 40               | 野村信一         | 2025.8.1 -              |                            | 航空幕僚監部運用支援・情報部 運用支援課長             |                                                       |